# Décembre 2018
Cette page présente les faits marquants du mois de décembre 2018.

## Évènements
- 30 novembre et 1er décembre : sommet du G20 à Buenos Aires.
- 1er décembre :
  - Andrés Manuel López Obrador est investi président du Mexique ;
  - la manifestation nationale « acte 3 » commencée depuis le 17 novembre 2018 des Gilets jaunes réunit 136 000 personnes ; elle dégénère en violentes émeutes à Paris, notamment sous l'influence de casseurs d'extrême-droite et d'anarchistes, provoquant 133 blessés, de très importants dégâts, des pillages et 249 incendies (dont 112 véhicules et 6 bâtiments) dans plusieurs avenues importantes et la dégradation de l'Arc de triomphe[1] ; elle dégénère aussi dans plusieurs autres villes, notamment au Puy-en-Velay où la préfecture est incendiée, provoquant 70 blessés[2].
- 2 décembre : 
  - à la suite des élections parlementaires en Andalousie (Espagne), Vox devient le premier parti d'extrême droite espagnol à obtenir des députés depuis la mort du dictateur Franco.
  - Zineb Redouane meurt à Marseille; la veille elle était blessée par une grenade tirée par les forces de l'ordre
- 2 au 15 décembre : conférence sur les changements climatiques (COP24) à Katowice en Pologne.
- 3 décembre : sortie de la première version du single Old Town Road de Lil Nas X, rétrospectivement considérée comme le point de départ du renouveau de la musique country afro-américaine.
- 4 décembre : la mission de la NASA OSIRIS-REx atteint l’astéroïde Bénou.
- 5 décembre : 
  - funérailles nationales de George H. W. Bush à Washington (États-Unis) ;
  - en Suisse, Viola Amherd et Karin Keller-Sutter sont élues au Conseil fédéral ; Ueli Maurer est élu président de la Confédération.
- 6 décembre : Médecins sans frontières et SOS Méditerranée mettent un terme aux activités de sauvetage du navire Aquarius.
- 7 décembre : L'Union internationale des télécommunications signale qu'à la fin de 2018, plus de la moitié — soit 51,2 % de la population mondiale — utilisait désormais Internet[3].
- 8 décembre :
  - les martyrs d'Algérie, comprenant les moines de Tibhirine, sont béatifiés ;
  - le mannequin mexicain Vanessa Ponce de Leon est couronné Miss monde.
  - Maria est victime de violences policières à Marseille.
- 9 décembre :
  - Deux personnes décèdent et 38 autres personnes sont hospitalisées après qu'un incendie se soit déclaré dans un bâtiment à Reggio d'Émilie, en Italie[4].
  - Un accident d'hélicoptère dans l'est du Soudan tue Mirghani Saleh, le gouverneur de l'État d'Al Qadarif, et au moins quatre autres fonctionnaires[5].
  - De fortes tempêtes hivernales dans le sud-est des États-Unis tuent trois personnes et en laissent 310 000 autres sans électricité[6].
  - Un castor est filmé dans un bois à Tarvisio dans le nord-est de l'Italie par une caméra, ce qui marque la première observation de l'animal dans le pays depuis 1471[7].
  - élections législatives en Arménie ;
  - référendum constitutionnel au Pérou.
- 11 décembre : 
  - un attentat par balles fait cinq morts et une dizaine de blessés à Strasbourg (France).
  - une fusillade (en) fait au moins 5 morts dans la cathédrale de Campinas (es), au Brésil.
- 11 et 12 décembre : une quarantaine de civils touaregs sont massacrés près de Ménaka, au Mali, par des hommes armés suspectés d'être affiliés à l'État islamique dans le Grand Sahara.
- 15 décembre : Épiphane est élu métropolite de l’Église orthodoxe d’Ukraine.
- 17 décembre :
  - au Maroc, les corps décapités de deux femmes scandinaves d'une vingtaine d'années chacune sont retrouvés dans les contreforts du mont Toukbal près du village d'Imlil. Il sera rapidement établi que ces dernières ont été tuées et violées par des individus ayant prêté allégeance à Daesh quelques jours plus tôt ;
  - Yalitza Aparicio devient la première indigène du Mexique à poser en Une de l'édition mexicaine de Vogue (le 17 décembre pour la version instagram de la couverture mais le 27 décembre pour la version papier)[8].
- 18 décembre : démission de Charles Michel, Premier ministre de Belgique.
- 19 décembre :
  - 2e tour de l'élection présidentielle à Madagascar, Andry Rajoelina est élu ;
  - le Pacte mondial sur les migrations, dit « de Marrakech », est adopté par l'Assemblée générale des Nations unies.
- 20 décembre : élections législatives au Togo.
- 22 décembre :
  - un tsunami dans le détroit de la Sonde, en Indonésie, probablement déclenché par le volcan Krakatoa, fait 430 morts, 1485 blessés et 150 disparus ;
  - à la suite d'un désaccord budgétaire entre les représentants démocrates et l'administration républicaine Trump, les Démocrates refusant de financer la construction d'un mur à la frontière entre les États-Unis et le Mexique, début du plus long shutdown de l'Histoire des États-Unis[9].
- 24 décembre : l'attaque d’un complexe gouvernemental à Kaboul (Afghanistan) fait au moins 43 morts et 25 blessés[10].
- 28 décembre : l'attaque d'un car de touristes à Gizeh (Égypte) fait 4 morts et 11 blessés[11].
- 30 décembre :
  - élections législatives au Bangladesh ;
  - élections législatives et présidentielle en République démocratique du Congo.